# Отрубы (Житомирская область)
Отрубы (укр. Одруби) — село на Украине, находится в Народичском районе Житомирской области. Основано в 1918 году.
Код КОАТУУ — 1823786602. Население по переписи 2001 года составляет 62 человека. Почтовый индекс — 11421. Телефонный код — 4140. Занимает площадь 0,42 км².

## Адрес местного совета
11421, Житомирская область, Народичский р-н, с. Новый Дорогинь